# Kings Ripton
Kings Ripton – wieś w Anglii, w hrabstwie Cambridgeshire, w dystrykcie Huntingdonshire. Leży 27 km na północny zachód od miasta Cambridge i 96 km na północ od Londynu. W 2001 miejscowość liczyła 168 mieszkańców.